# Halgorta, Bhalki
Halgorta là một làng thuộc tehsil Bhalki, huyện Bidar, bang Karnataka, Ấn Độ.